# Swainswick
Swainswick – wieś w Anglii, w hrabstwie ceremonialnym Somerset, w dystrykcie (unitary authority) Bath and North East Somerset. Leży 17 km na wschód od miasta Bristol i 155 km na zachód od Londynu. Miejscowość liczy 284 mieszkańców.